# Saison 2016 des Cardinals de Saint-Louis
La saison 2016 des Cardinals de Saint-Louis est la 135e saison en Ligue majeure de baseball pour cette franchise et sa 125e dans la Ligue nationale.
Les Cardinals disputent dans l'après-midi du 3 avril 2016 le premier match de leur saison et le premier match de la saison 2016 du baseball majeur lorsqu'ils visitent les Pirates au PNC Park de Pittsburgh.

## Contexte
Dans la division la plus compétitive du baseball majeur en 2015 et en dépit d'un nombre élevé de joueurs blessés,, les Cardinals s'emparent seuls dès le 17 avril, au 9e jour de la saison régulière, du premier rang de la section Centrale de la Ligue nationale pour le conserver jusqu'à la fin. Leur total de 100 victoires, contre 62 défaites, est le meilleur des majeures et ces 10 succès de plus qu'en 2014 représentent leur meilleure performance depuis 2005. Mais la route vers un troisième titre de division en trois ans est ardue puisque les Cardinals, qui passent en éliminatoires pour une 5e année de suite, ne gagnent que deux matchs de plus que leurs plus proches poursuivants, les Pirates de Pittsburgh. Opposés en éliminatoires aux Cubs de Chicago, troisième de la section Centrale avec 97 victoires, les Cardinals sont éliminés trois matchs à un dès la Série de division.

## Calendrier pré-saison
L'entraînement de printemps 2016 des Cardinals se déroule du 2 au 31 mars.

## Saison régulière
La saison régulière de 162 matchs des Cardinals se déroule du 3 avril au 2 octobre 2016. Les Cardinals et les Pirates de Pittsburgh lancent la saison 2016 du baseball majeur dans l'après-midi du 3 avril au PNC Park de Pittsburgh. Le premier match local des Cardinals à Saint-Louis est joué le 11 avril contre les Brewers de Milwaukee.

### Classement
| Ligue nationale division Centrale | V   | D  | %    | Diff. | Diff. (séries) |
| --------------------------------- | --- | -- | ---- | ----- | -------------- |
| Cubs de Chicago                   | 103 | 58 | ,640 | -     | -              |
| Cardinals de Saint-Louis          | 86  | 76 | ,531 | 17½   | 1              |
| Pirates de Pittsburgh             | 78  | 83 | ,484 | 25    | 8½             |
| Brewers de Milwaukee              | 73  | 89 | ,451 | 30½   | 14             |
| Reds de Cincinnati                | 68  | 94 | ,420 | 35½   | 19             |

## Affiliations en ligues mineures
| Niveau            | Équipe                      | Ligue                         |
| ----------------- | --------------------------- | ----------------------------- |
| AAA               | Redbirds de Memphis         | Ligue de la côte du Pacifique |
| AA                | Cardinals de Springfield    | Texas League                  |
| A-Advanced        | Cardinals de Palm Beach     | Ligue de l'État de Floride    |
| A                 | Chiefs de Peoria            | Midwest League                |
| A (saison courte) | Spikes de State College     | New York - Penn League        |
| Ligue des recrues | Cardinals de Johnson City   | Appalachian League            |
| Ligue des recrues | Gulf Coast League Cardinals | Gulf Coast League             |
| Ligue des recrues | DSL Cardinals               | Dominican Summer League       |